# 86P/Wild
86P/Wild 3, komet Jupiterove obitelji.